# Mokotakan

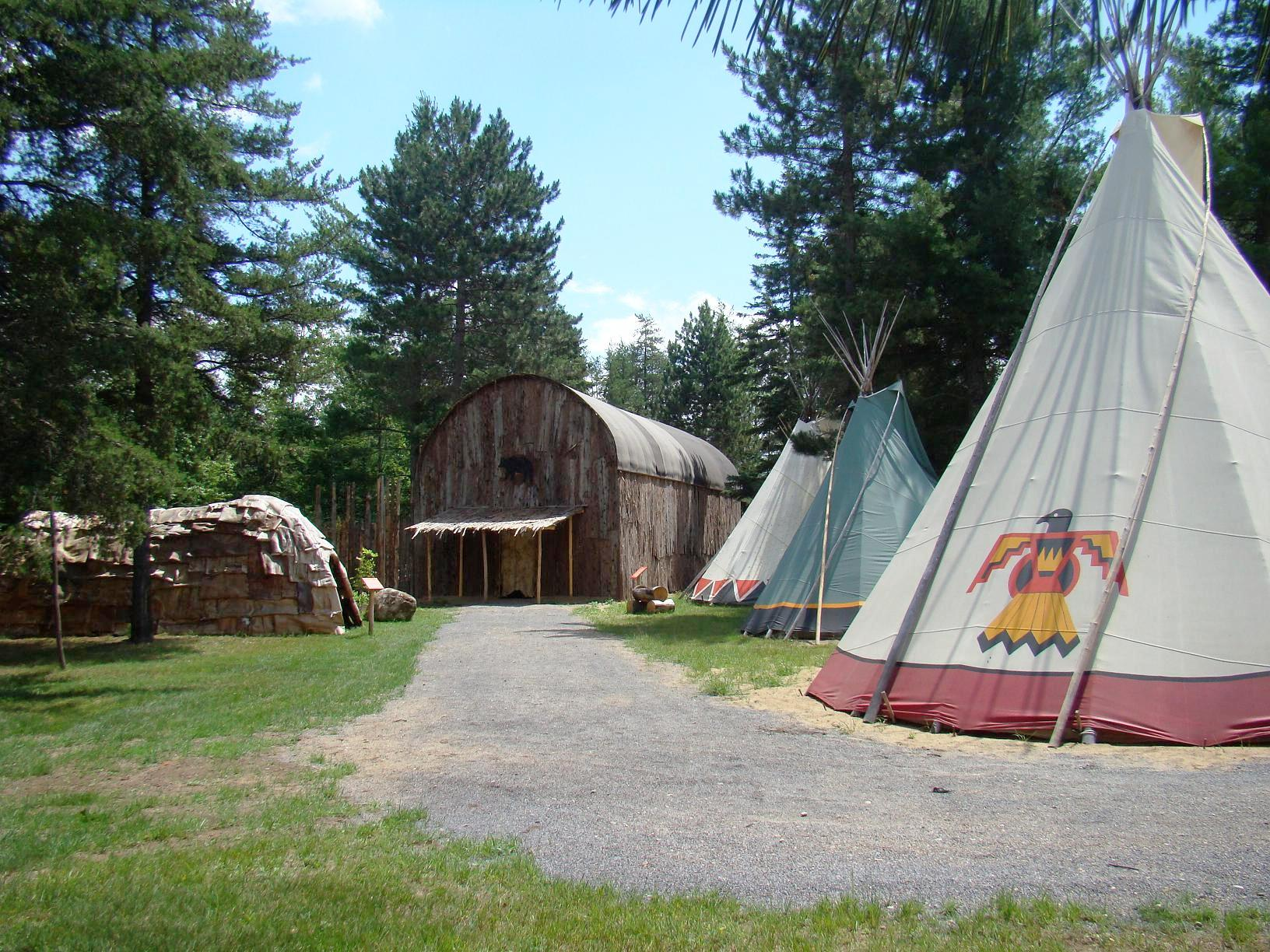
Site autochtone Mokotakan

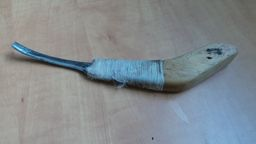
Couteau croche

Mokotakan est un site de partage, d’interprétation et de diffusion de la culture autochtone d'Amérique situé à Saint-Mathieu-du-Parc en Mauricie, au Québec. Il retrace la présence autochtone depuis plus de 5 000 ans grâce à la reconstitution de différents bâtiments des 11 nations autochtones du Québec. Mokotakan signifie couteau croche, en atikamekw, un outil indispensable à la vie de tous les autochtones nomades.

## Objectif du site
La mission de ce site est de faire connaître, via la diffusion et l’interprétation de la culture autochtone, les modes de vie, la culture, l’histoire et la spiritualité des peuples autochtones. On y présente une reconstitution de différents bâtiments des 11 nations du Québec :
- Abénakis
- Algonquins
- Atikamekws
- Cris
- Hurons
- Innus
- Inuits
- Malécites
- Micmacs
- Mohawks
- Naskapis

On y présente : maison longue, tente à sudation, abri du sorcier, tente tremblante, maison semi-souterraine inuite, shaputuan...

## Galerie

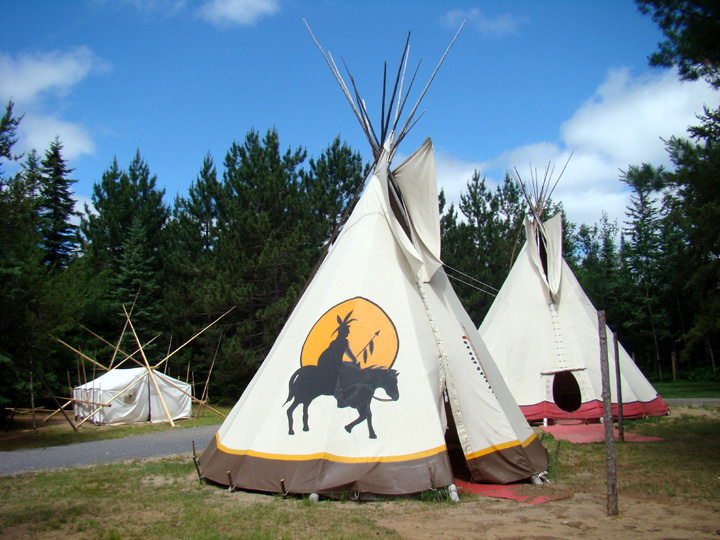
Tipis
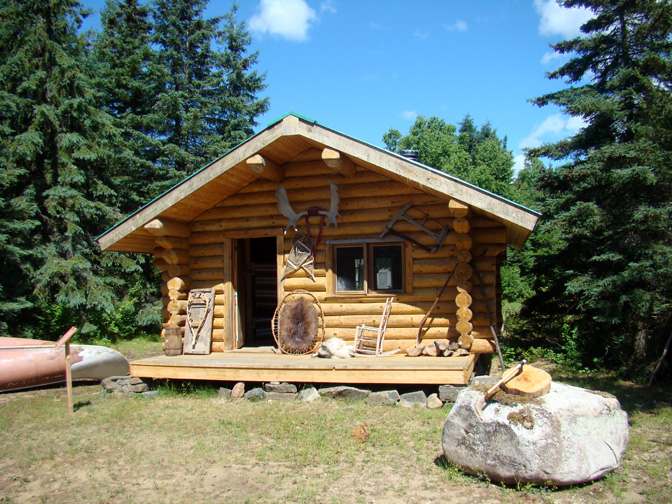
Cabane en rondins
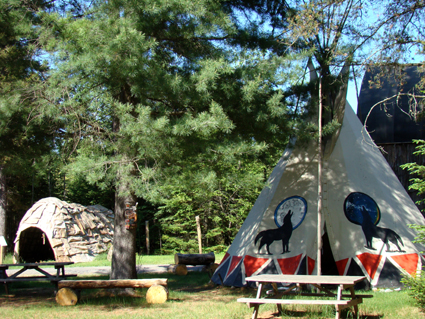
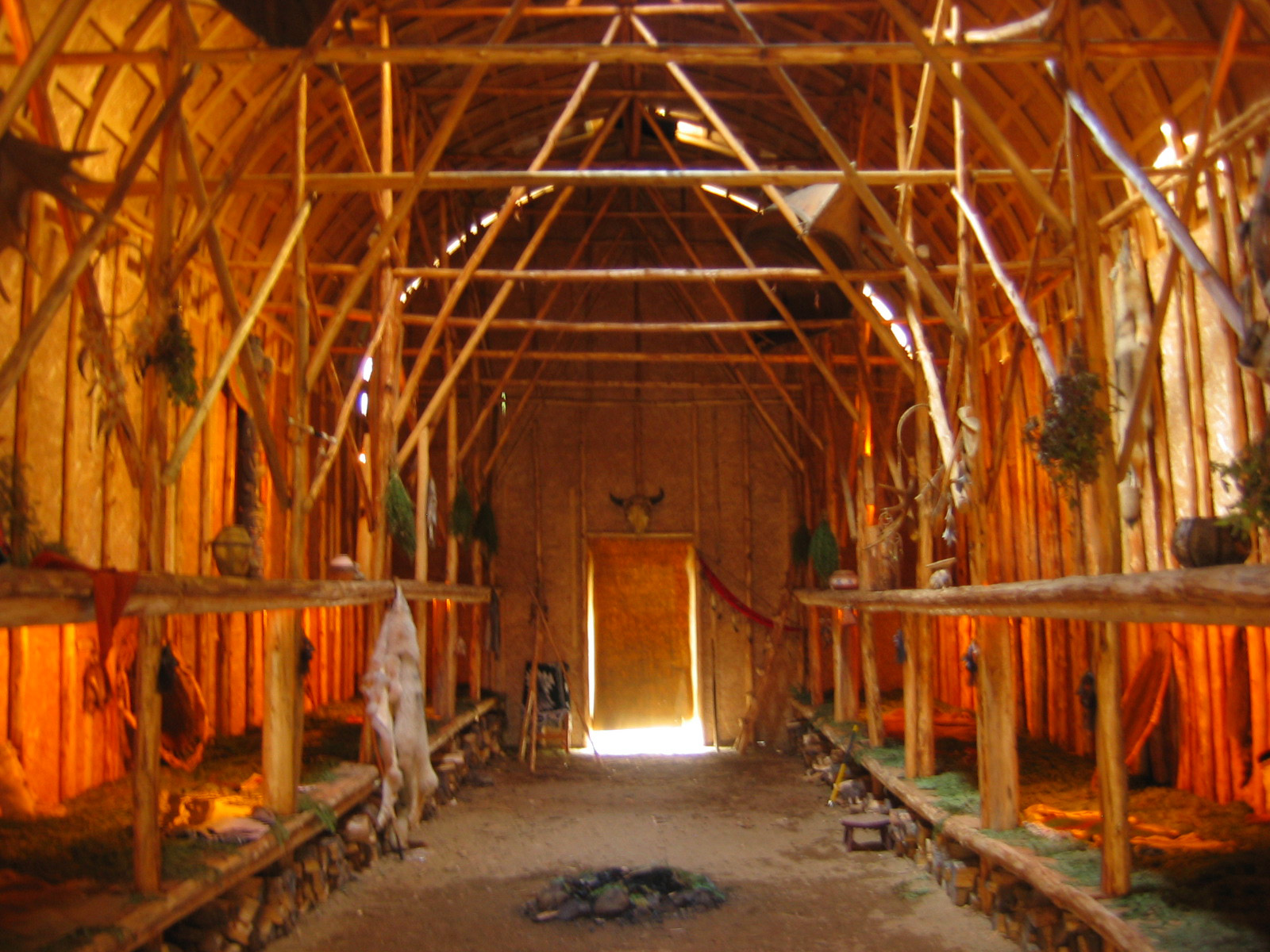
Maison longue amérindienne

## Affiliations
Mokotakan est affilié à l'Association des musées canadiens et au Musée virtuel du Canada.